# Lee Yeon-hee
Lee Yeon-hee (* 9. Januar 1988 in Haenam, Südkorea) ist eine südkoreanische Schauspielerin. Lee wuchs in Bundang in Seongnam auf, wo sie auch ihre Schulzeit verbrachte. 2002 nahm sie an einem Talentwettbewerb teil, an dem sie den ersten Preis gewann. Der Wettbewerb wurde von der Talentagentur SM Entertainment organisiert, bei der sie derzeit unter Vertrag steht. Im Jahr 2008 bekam sie den Hwanggeum-Chwaryeong-Preis für die beste neue Schauspielerin.

## Leben
2008 spielte sie die Hauptrolle in dem Film Sunjeong Manhwa, in dem sie einen 18-jährigen Teenager verkörpert der sich in einen 12 Jahre älteren Mann verliebt. Dieser liebt sie ebenfalls, doch aufgrund des Altersunterschieds agiert er sehr zurückhaltend.
Lee studiert nebenbei Schauspiel an der Chung-Ang University.
In dem Cinedrama SF8 spielte sie 2020 in der Episode Manxin eine Frau, die dem Tod ihrer Schwester auf den Grund gehen will. Im Juni 2020 heiratete sie.

## Filmografie

### Filme
- 2006: A Millionaire’s First Love (백만장자의 첫사랑)
- 2007: M (엠)
- 2007: My Love (내사랑 Nae Sarang)
- 2008: Sunjeong Manhwa (순정만화)
- 2011: Prisoners of War (마이 웨이 My Way)
- 2013: Marriage Blue (결혼전야 Gyeolhonjeonya)
- 2015: Detective K: Secret of the Lost Island (조선명탐정: 사라진 놉의 딸 Joseon Myeongtamjeong: Sarajin Nop-ui Ttal)

### Fernsehserien
- 2004: Emperor of the Sea (해신 Haesin; KBS)
- 2004: My Lovely Family (금쪽같은 내새끼 Geumjjokkateun Naesaekki; KBS)
- 2005: Resurrection (부활 Buhwal; KBS)
- 2006: One Fine Day (어느 멋진 날 Eoneu Meotjin Nal; MBC)
- 2009: East of Eden (에덴의 동쪽 Eden-ui Dongjjok; MBC)
- 2011: Paradise Ranch (파라다이스 목장 Paradaiseu Mokjang; SBS)
- 2012: Phantom (유령 Yuryeong; SBS)
- 2013: Gu Family Book (구가의서 Gu Ga-ui Seo; MBC)
- 2013–2014: Miss Korea (미스코리아 Miseu Koria; MBC)
- 2020: SF8 (시네마틱드라마 Eseu Epeu Eit; MBC)
- 2023: R • A • C • E (레이스 Reiseu; Disney+)

### Musikvideos
- 2001: „ALONE“ von Moon Heejun
- 2001: „Our Story“ von Moon Heejun (ft. Oh Sang Eun)
- 2001: „Thanks God“ von Kangta
- 2002: „Condition of my Heart“ von Fly to the Sky
- 2002: „HERO“ von Shinhwa
- 2002: „Memories“ von Kangta
- 2002: „Pine Tree“ von Kangta
- 2002: „Propose“ von Kangta
- 2003: „Habit“ von Fly to the Sky
- 2004: „My Little Princess“ von TVXQ
- 2004: „The Way U Are“ von TVXQ
- 2005: „Persona“ von Kangta
- 2006: „Timeless“ von Zhang Liyin (ft. Xia von JYJ)
- 2008: „Star Wish (I Will)“ von Zhang Liyin
- 2008: „The Left Shore of Happiness“ von Zhang Liyin
- 2008: „Mnet Love Song 2008“
- 2009: „Wizard of Oz“ von Clazziquai
- 2010: „Miss You“ von S.M. The Ballad